# Ain’t No Love in Oklahoma
«Ain’t No Love in Oklahoma» (с англ. — «В Оклахоме нет любви») — песня американского кантри-певца Люка Комбса, вышедшая 20 мая 2024 года в качестве лид-сингла альбома Twisters: The Album, альбома-саундтрека к фильму 2024 года «Смерч 2» . Комбс написал песню в соавторстве с Джесси Александр и Джонатаном Синглтоном, а сопродюсировали её Синглтон и Чип Мэтьюс.
Сингл достиг первого места в кантри-чарте Country Airplay и третьего в Hot Country Songs, занял первое место в Canada Country и получил платиновую сертификацию ARIA в Австралии.

## История
Комбс написал песню в соавторстве с Джесси Александр и Джонатаном Синглтоном специально для фильма «Смерч 2», современной части фильма «Смерч» 1996 года. Описанный как «кантри-рок», текст описывает как опасности погони за штормом, так и захватывающие ощущения от погони. В интервью Audacy, Inc. Комбс сказал, что «эта песня — обо всем, о чем, как мне кажется, этот фильм. Высокоэнергетическая, высокооктановая, я думаю, что песня действительно музыкально соответствует этой атмосфере. Лирически она действительно немного абстрактна, я думаю, это было сделано намеренно. Мы просто пытались звуком передать ту атмосферу, которую они искали в этом фильме».

## Музыкальное видео
Музыкальный клип на песню «Ain’t No Love in Oklahoma» был снят режиссёром Алексом Биттаном, премьера состоялась 16 мая 2024 года. В клипе использованы кадры из фильма «Смерч 2», перемежающиеся с кадрами бурного выступления Комбса, исполняющего песню. В клипе также снялся автогонщик и чемпион NASCAR Джон Хантер Немечек.

## Коммерческий успех
Песня «Ain’t No Love in Oklahoma» дебютировала на 24-м месте в чарте Billboard Country Airplay от 25 мая 2024 года. Она достигла первого места в сентябре 2024 года, став 18-м хитом номер один в чарте Комбса. Ранее в сентябре 2023 года сингл «Love You Anyway» стал 17-м чарттоппером Комбса в Country Airplay.
Сингл получил платиновую сертификацию в Австралии.